# 카를 하인리히 그라운
카를 하인리히 그라운(Carl Heinrich Graun, 1704년 5월 7일 ~ 1759년 8월 8일)은 독일의 작곡가이자 테너이다. 요한 아돌프 하세와 함께 이탈리아 오페라를 주로 작곡한 독일인이다.

## 생애
그라운은 1704년 작센 선제후국의 바렌브뤼크에서 요한 고틀리브 그라운의 동생으로 태어났다. 드레스덴의 성십자가 교회에 진학하였으며 드레스덴 성 십자가 소년합창단에서 노래했다. 크리스티안 페촐트에게 노래를 배웠고, 요한 크리스토프 슈미트에게 작곡을 배웠다. 1724년에 브라운슈바이크로 가서 오페라 극장에서 노래하였으며 6편의 오페라를 작곡했다. 1733년에 왕자 시절의 프리드리히 2세의 결혼식을 위한 작품을 쓴 뒤 1735년에는 브란덴부르크주의 라인스베르크로 갔다. 거기서 프리드리히 대왕의 카펠마이스터로 5년간 근무했다. 1740년에는 베를린으로 가 여생을 보냈다.

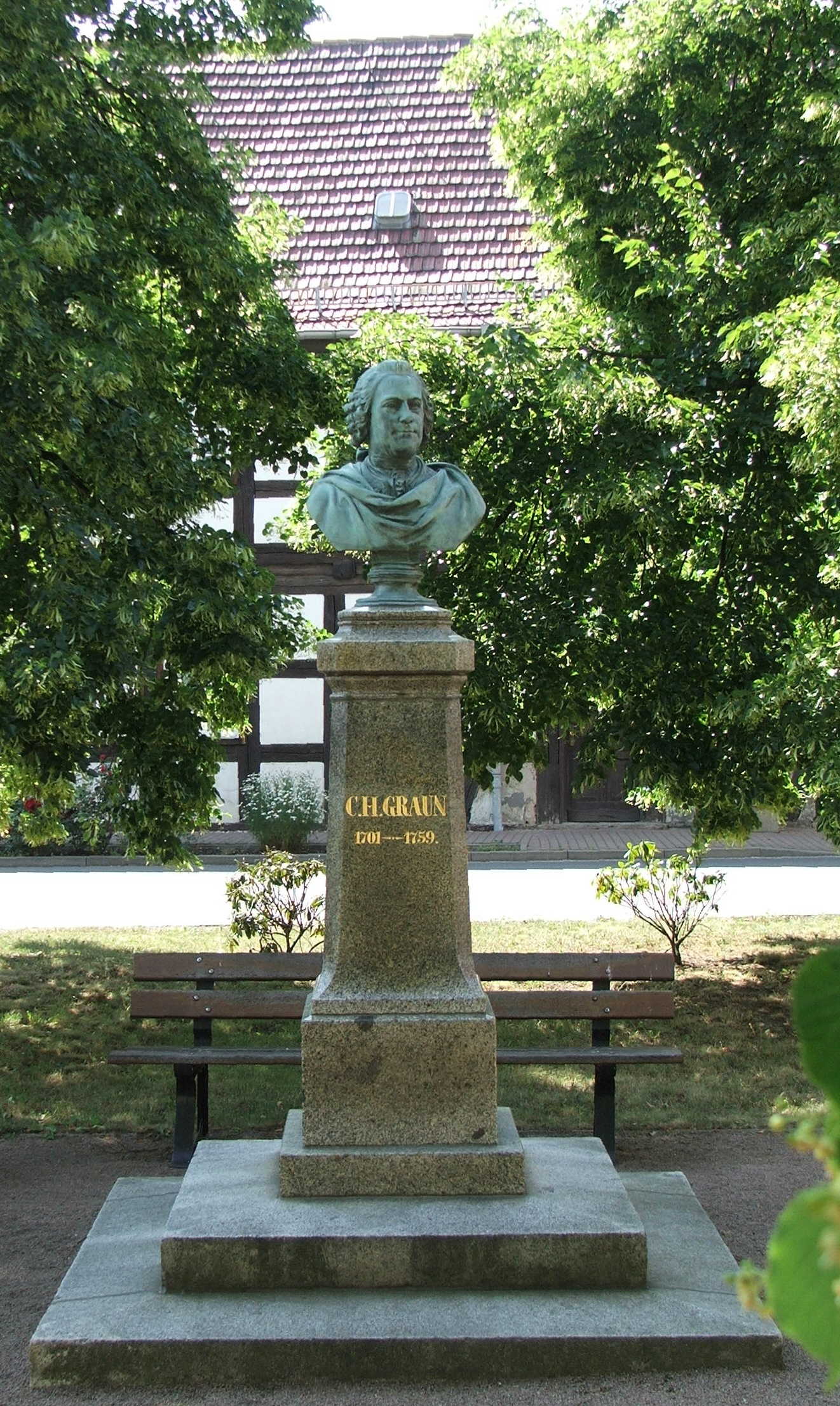
바렌브뤼크에 있는 그라운 동상

그라운은 두 번 결혼해 4남 1녀를 낳았다. 첫 번째 부인에게서 딸을 낳았는데 딸은 성악가가 되었다. 두 번째 부인에게서 네 아들을 두었다. 20세기 러시아인 작가 블라디미르 나보코프의 조상이다.